# オニジカッコウ
オニジカッコウ（学名：Coua gigas、英名：Giant Coua）は、カッコウ目カッコウ科に分類される鳥。

## 形態
現存しているジカッコウの中では最大の種であり（最大のジカッコウであるマダガスカルジカッコウは絶滅）、全長は60cmを超える。眼の周囲の露出した青い皮膚、長く大きな尾羽が特徴。地上性。